# Robert Ruder
Robert Ruder (* 24. Februar 1934 in Hugsweier, heute Stadt Lahr/Schwarzwald; † 13. August 2015) war ein deutscher Pädagoge und Politiker der CDU.

## Ausbildung und Beruf
Robert Ruder studierte nach dem Abitur am Scheffel-Gymnasium in Lahr an der Pädagogischen Hochschule Heidelberg. Während dieser Zeit wurde er zunächst Landes- und danach Bundesvorsitzender der Bundesvertretung der Studenten an Pädagogischen Hochschulen (BSPH). Ab 1961 war er als Volksschullehrer tätig. Ab 1966 war er Lehrer und später Polizeischuldirektor an der Landes-Polizeischule Baden-Württemberg.

## Politische Tätigkeit

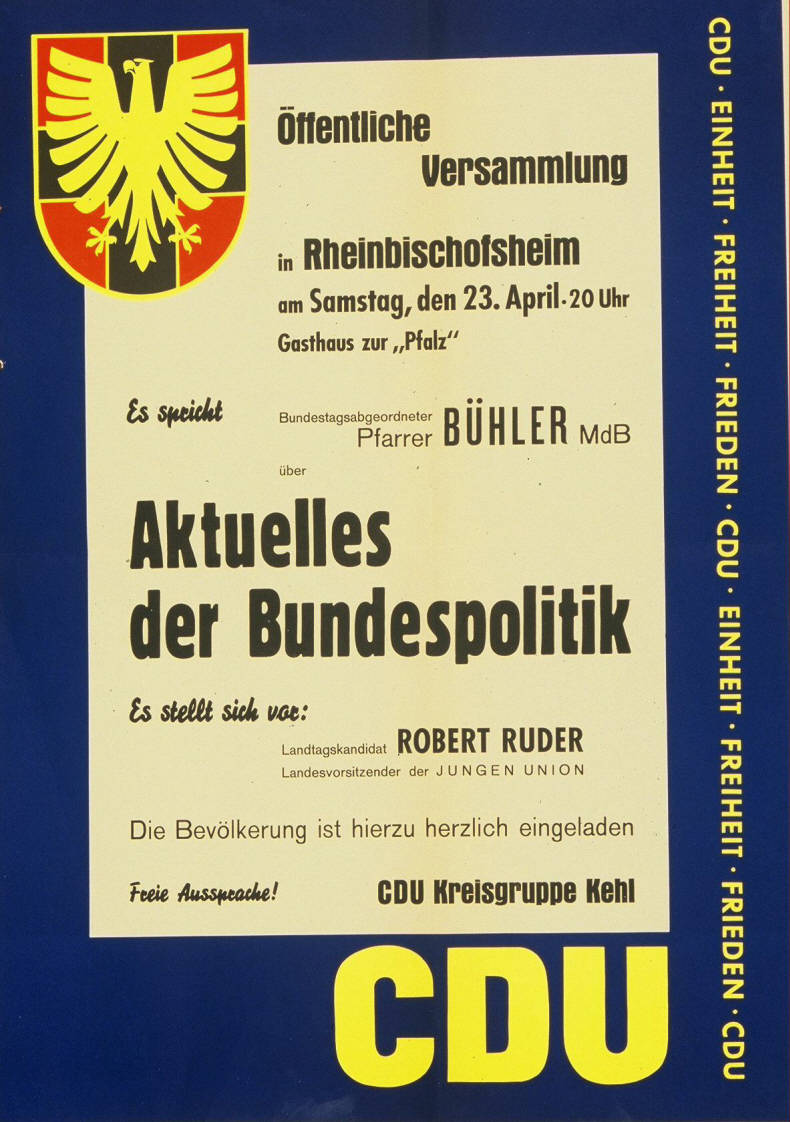
Wahlplakat der CDU Kehl für die Landtagswahl in Baden-Württemberg 1960, der Bundestagsabgeordnete Karl August Bühler sprach

Ruder war Vorsitzender der Jungen Union Südbaden. 1970 rückte er für Erhard Schrempp in den Landtag von Baden-Württemberg nach, dem er bis 2001 als Abgeordneter des Wahlkreises Offenburg angehörte. Von 1973 bis 1985 war Ruder gleichzeitig Kreisvorsitzender der CDU im Ortenaukreis.
1978 holte ihn Ministerpräsident Lothar Späth in die Landesregierung. Als politischer Staatssekretär im Innenministerium hatte er zunächst keinen Sitz und keine Stimme im Kabinett. Nach den Landtagswahlen 1980 wurde Ruder Staatssekretär mit Sitz und Stimme im Kabinett und zugleich Landesbeauftragter für Behinderte. Auch nach den Landtagswahlen 1984 und 1988 blieb Ruder Staatssekretär im Innenministerium. Dann wurde er für drei Jahre Präsident des 1973 gegründeten Landessportverbands Baden-Württemberg. Daher gab Ruder sein Amt als Staatssekretär mit Wirkung vom 11. Juli 1990 auf. Sein Nachfolger wurde Gundolf Fleischer.

## Ehrungen und Auszeichnungen
1980 wurde er mit dem Verdienstkreuz 1. Klasse der Bundesrepublik Deutschland ausgezeichnet. 1986 erhielt er die Senator-Lothar-Danner-Medaille und 1990 die Verdienstmedaille des Landes Baden-Württemberg. Er war unter anderem Ehrenmitglied der Hochschule Offenburg.

## Familie und Privates
Robert Ruder war evangelisch. Er war verheiratet und hatte vier Kinder. Zuletzt lebte er in Schwanau.